# Alfa Romeo 125
Alfa Romeo 125 — итальянский поршневой 9-цилиндровый авиадвигатель воздушного охлаждения, разработанный
в начале 1930-х годов компанией Alfa Romeo на основе конструкций британских Bristol Jupiter и Bristol Pegasus; выпускался в модификациях AlfaJupiter, Alfa 125,  Alfa 126, Alfa 127, Alfa 128,  Alfa 129  и  Alfa 131. Между 1934 и 1944 годами было произведено около 11000 этих двигателей, преимущественно использовавшихся на трёхмоторных бомбардировщиках итальянских королевских ВВС
.

## Модификации
(В итальянской системе номенклатуры авиадвигателей буква R означает Riduttore, редуктор; буква C — Compressore, нагнетатель. Цифры в конце названия относятся к расчётной высоте работы нагнетателя на первой и второй (при её наличии) скоростях, указанной в сотнях метров; так, например, 10/34 означает 1000 и 3400 метров, соответственно.)
Alfa Romeo Jupiterбазовая лицензионная модель 420-сильного (313 кВт) двигателя Jupiter, выпускавшегося по лицензии, приобретенной у  Bristol Aeroplane Company.
Alfa 125 R.C.10с односкоростным нагнетателем (1000 м)
Alfa 125 R.C.35(1934), 485 кВт (659 л. с.) (3500 м)
Alfa 126 R.C.10(1935) гражданская версия 126 R.C.34, 559–597 кВт (760–812 л. с.) (1000 м)
Alfa 126 R.C.32(3200 м)
Alfa 126 R.C.34(1935) (1935) 507–582 кВт (689–791 л. с.) (3400 м)
Alfa 127 R.C.50(5000 м)
Alfa 127 R.C.55(1937) 560 кВт (760 л. с.) (5500 м)
Alfa 128 R.C.18641–717 кВт (872–975 л. с.) (1800 м)
Alfa 128 R.C.21(1938) 708 кВт (963 л. с.) (2100 м)
Alfa 129 R.C.32(3200 м)
Alfa 131 R.C.14/50(1943) двухскоростной нагнетатель, (1400 м и 5000).

## Применение
Италия
- Breda Ba.64  (Alfa125 R.C.35)
- CANT Z.506A Airone  (Alfa 126 R.C.10)
- CANT Z.506B Airone  (Alfa 126 R.C.34 / Alfa 127 R.C.50 / Alfa 127 R.C.55)
- CANT Z.506C Airone  (Alfa 126 R.C.10)
- Caproni Bergamaschi AP.1  (Alfa126 R.C.34)
- Caproni Ca.97 (AlfaJupiter)[2]
- Fiat G.12  (Alfa 128 R.C.18)
- Junkers Ju 52  (Alfa126 R.C.34)[3]
- Macchi M.C.94  (Alfa 126 R.C.10)
- Macchi M.C.100  (Alfa 126 R.C.10)[4]
- Savoia-Marchetti S.73  (Alfa 126 R.C.10 / Alfa 126 R.C.34)
- Savoia-Marchetti S.74  (Alfa126 R.C.34)
- Savoia-Marchetti SM.75 Marsupiale  (Alfa 128 R.C.18 / Alfa 128 R.C.21)
- Savoia-Marchetti S.77  (Alfa 126 R.C.10)
- Savoia-Marchetti S.M.79 Sparviero  (Alfa 128 R.C.18 / Alfa 125 R.C.35 / Alfa126 R.C.34)[5]
- Savoia-Marchetti S.M.79-II Sparviero  (Alfa 126 R.C.34)[5]
- Savoia-Marchetti S.M.79B Sparviero  (Alfa 128 R.C.18)
- Savoia-Marchetti S.M.81 Pipistrello  (Alfa 125 R.C.35 / Alfa 126 R.C.34)
- Savoia-Marchetti S.M.82 Canguru  (Alfa 128 R.C.18 / Alfa 128 R.C.21 / Alfa 129 R.C.32)
- Savoia-Marchetti S.M.83  (Alfa126 R.C.34)
- Savoia-Marchetti S.M.84  (Alfa 128 R.C.21)
- Savoia-Marchetti S.M.95  (Alfa 128 R.C.18 / Alfa 131 R.C.14/50)

 Болгария
- ДАР-10А (prototype)  (Alfa126 R.C.34)